# Hawker Hardy
El Hawker Hardy era una versión tropicalizada de uso general del bombardero ligero Hawker Hart para cumplir con la Especificación G.23/33 del Ministerio del Aire como reemplazo de los obsoletos Westland Wapiti destinados en Irak.

## Historia, diseño
Básicamente, el Hawker Hardy era una adaptación del modelo Hart/Audax que fue desarrollado en respuesta a la Especificación G.23/33 del Ministerio del Aire británico, solicitando un aparato capaz de reemplazar al ya obsoleto Westland Wapiti , que en aquel entonces era utilizado por el 30º Squadron de la RAF destacado en Irak en misiones de policía aérea. El Hardy en sí, era un Hart provisto de equipo especial; el prototipo se construyó tomando como base un bombardero ligero Hawker Hart de serie dotado de un radiador tropical para aumentar la refrigeración del motor y, al igual que en el Audax tenía un largo tubo de escape que se extendía a media altura por los costados del fuselaje, para terminar justo a popa de la cabina trasera, con la finalidad de que el resplandor de las toberas de escape normales instaladas en el Hart no limitase la visión del piloto cuando se volaba a poca altura del suelo. También contaba con un largo gancho para la recogida de mensajes instalado bajo el fuselaje y que pivotaba desde el eje del tren de aterrizaje.
Para desempeñar los cometidos para los que había sido solicitado, asimismo, contaba con un equipo de supervivencia para zonas desérticas y depósitos de agua potable en contenedores que podían ser instalados debajo de las alas en previsión de posibles aterrizajes forzosos en el desierto y/o transporte de suministros.
Dado el gran volumen de pedidos recibidos de otros tipos de la familia Hart por parte de Hawker Aircraft, fue la compañía Gloster Aircraft Company fue subcontratada para construir el pedido total de 47 aviones de serie solicitados.
El prototipo resultante, voló por primera vez con esta configuración el 7 de septiembre de 1934, comenzando las pruebas oficiales poco después.

## Historial operativo
En 1935 entró en servicio operativo con el 30º Squadron, con base en Mosul, Irak, que al ser reequipado en 1938 con el Bristol Blenheim transfirió sus aviones al 6º Squadron destacado en el Mandato británico de Palestina entrando en acción a partir de 1936, durante la Revuelta árabe de Palestina.
Finalmente, todos los Hardy superviviente basados en el Oriente Medio fueron entregados al 237º Squadron ( Rhodesia ) donde junto a los ya en su servicio Hawker Audax fueron utilizados en tareas de hostigamiento contra las fuerzas italianas durante la Campaña del África Oriental de 1940. La última salida operativa de un Hardy fue el 9 de mayo de 1941 y la mayoría de los supervivientes fueron desguazados, aunque algunos continuaron en servicio como aviones de enlace. El 14 de mayo de 1941, las autoridades coloniales belgas obtuvieron un Hawker Hardy - posiblemente el último en condiciones de vuelo - y  pintado con marcas belgas, el aparato se utilizó para misiones de observación y enlace, hasta que volcó mientras aterrizaba en el aeródromo de Gambela el 26 de mayo de 1941.

## Especificaciones técnicas
Referencia datos: 

### Características generales
- Tripulación: 2
- Longitud: 9,02 m
- Envergadura: 11,35 m
- Altura: 3,23 m
- Superficie alar: 32,33 m²
- Perfil alar: RAF 28[2]
- Peso vacío: 1450 kg
- Peso máximo al despegue: 2270 kg
- Planta motriz: 1× V12 enfriado por agua Rolls-Royce Kestrel IB y X[3].
  - Potencia: 406 kW (560 HP; 552 CV)
- Hélices: bipala metálica

### Rendimiento
- Velocidad nunca excedida (Vne): 260 Km/h
- Alcance: 3 horas
- Alcance en combate: km
- Alcance en ferry: km
- Techo de vuelo: 5200 m
- Carga alar: 70,21 kg/m²

### Armamento
- Ametralladoras: 2× Vickers sincronizada cal. 7,70 mm de tiro frontal, Lewis cal. 7,70 mm sobre afuste articulado Scarff trasero
- Puntos de anclaje: contenedores con equipos de supervivencia, agua y suministros para cargar una combinación de:  
  - Bombas: 240/270 kg